# Giuseppe Orlando (ingénieur)
Pour les articles homonymes, voir Giuseppe Orlando.
Giuseppe Orlando (Gênes, 8 février 1855 - Rome, 27 janvier 1926) était un ingénieur italien, appartenant à la troisième génération de la famille Orlando. Il fut l'un des protagonistes de la résurgence industrielle italienne, avec son frère Luigi Orlando (1862-1933), dirigeant le chantier naval Orlando de 1898 à 1926.

## Biographie

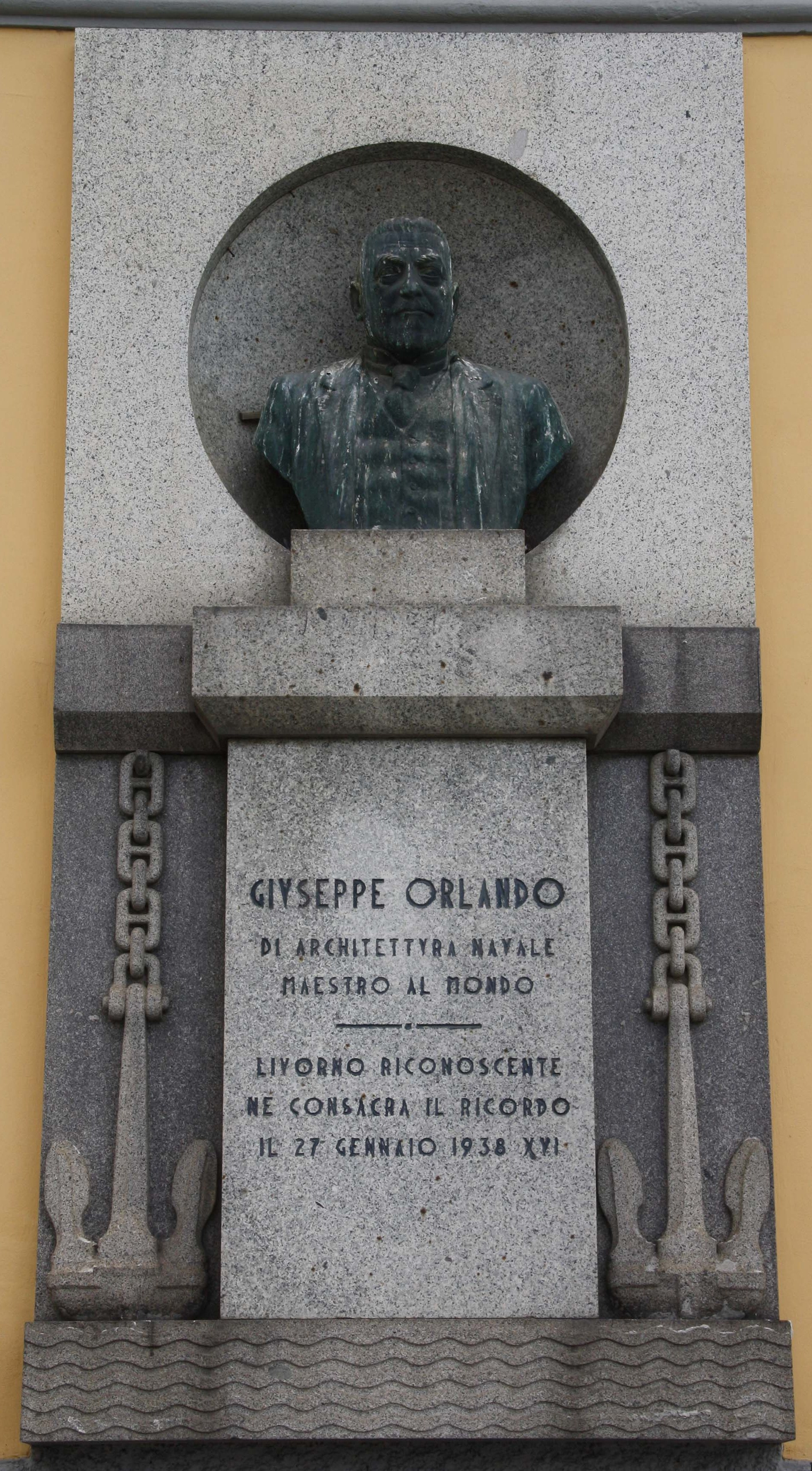
Monument à Giuseppe Orlando à Livourne

Giuseppe Orlando, baptisé par Francesco Crispi, obtient un diplôme d'ingénieur avec mention à l'École supérieure navale de Gênes en 1877. Après avoir obtenu son diplôme, il a commencé à travailler dans les chantiers navals familiaux de Livourne. Il s'est immédiatement distingué par son scrupule, son dévouement à son travail, dont il a fait une sorte de culte, et son esprit d'initiative. À la mort de son père, il a été nommé propriétaire unique des contrats gouvernementaux du chantier naval. Giuseppe est convaincu de la nécessité de concentrer la construction navale, la sidérurgie et la métallurgie afin d'éviter que les produits semi-finis, les plaques, les blindages, les armements et autres matériaux en acier ne coûtent trop cher et soient donc moins compétitifs que les chantiers navals allemands et britanniques. Giuseppe en était tellement convaincu qu'en 1899, il accepta d'entrer dans le groupe de contrôle de l'Alti Forni Acciaieria e Fonderia di Terni, la première entreprise sidérurgique italienne, avec l'autre grand représentant de la construction navale italienne, Attilio Odero, en tant que vice-président, malgré l'opposition de ses frères Paolo, Rosolino et Luigi. Les frères, ne partageant pas la vision des chantiers navals, ont été liquidés en 1900.
En 1904, compte tenu des investissements considérables que sa vision exigeait, il a formé la S.a.s (Società in accomandita semplice) Fratelli Orlando & C, avec Terni, dont il était le partenaire général.
Giuseppe Orlando, devenu président de Terni, dirige la réorganisation industrielle et financière de l'entreprise. Il le fait d'abord avec la fusion de Terni-Elba-Ilva, puis avec l'usine d'armement de La Spezia, en collaboration avec Vickers. Ce sont des années de grand prestige pour la famille Orlando. Giuseppe devint une figure de proue de l'entreprenariat national ; son frère Luigi fut directeur de la Società Metallurgica Italiana, président de la Banca Tirrena et de la Società Ligure Toscana di Elettricità et également conseiller, puis président, de la Chambre de commerce ; Rosolino assuma de nombreuses fonctions civiques et fut administrateur délégué de la société Elba et de la Cementeria ; Salvatore fut député à partir de 1904 ; Paolo se consacra à Motofides et ensuite à la récupération et à la restauration du port de Rome, devenant sénateur du royaume.
Giuseppe Orlando dans la période entre 1904 et 1926 a été : 
- Président de la Società Anonima Fiat-San Giorgio
- Président de la Società Altiforni, Fonderie ed Acciaierie di Terni.
- Vice-président de Vickers-Terni.
- Directeur de Cantieri Navali Riuniti.
- Directeur de l'ILVA.
- Directeur de la Società Anonima Italiana San Giorgio.
- Administrateur de la Società Italiana Ernesto Breda.
- Président de la Società Anonima Officine Galileo.
- Président de la Società di Navigazione Toscana.
- Président de SICE Cavi.

En 1920, avec Arturo Ciano (frère de Costanzo Ciano), il reprend la société Whitehead Silurificio Whitehead à Fiume des mains de l'Anglais Vickers et la dirige jusqu'à sa mort.

## Décorations
- Grand Officier de l'ordre des Saints-Maurice-et-Lazare
 - Chevalier de l'ordre du Mérite du travail - 28 juin 1903

## Source
- (it) Cet article est partiellement ou en totalité issu de l’article de Wikipédia en italien intitulé « Giuseppe Orlando (ingegnere) » (voir la liste des auteurs).